# Mura di Maria (Praga)
Le mura di Maria (o mura mariane) sono la porzione barocca delle fortificazioni di Praga costruite sulla riva sinistra del fiume Moldava e ad ovest del castello di Praga. Prendono il nome dalla piccola chiesa dedicata alla Vergine Maria e situata presso la Porta della Sabbia. Si estendevano dal vecchio Ponte delle Polveri (Prašný most) attraverso i villaggi di Pohořelec e Petřín fino alle sponde del fiume. Lungo queste fortificazioni si trovavano dei bastioni (la maggior parte dei quali ancora intatti) dedicati ciascuno ad un santo particolare, di dimensioni approssimativamente di 60x60 metri ed un'altezza compresa tra i 15 e i 20 metri, con una forma poligonale riconoscibile.
Grazie a queste mura la città poté difendersi dall'assedio condotto da Federico di Prussia nel 1757, ma con l'avvento di macchine da guerra più sofisticate, persero importanza. A causa di scarsi finanziamenti, caddero in rovina già nell'Ottocento e furono in alcuni punti demolite per non ostacolare l'espansione della città, specialmente con la realizzazione di nuove strade carrabili per le vetture. Inoltre, l'imperatore Francesco Giuseppe I, dichiarando Praga "città libera", decise che le mura avrebbero dovuto essere abbattute e l'operazione cominciò nel 1874, anche se, fortunatamente, una parte di esse è sopravvissuta fino ad oggi.

## Il progetto
L'inadeguatezza delle mura medievali (risalenti all'epoca di Carlo IV) alla difesa della città si palesò durante la guerra dei trent'anni, in particolare con l'assedio che Praga subì nel 1648 con l'esercito svedese che occupò la "Città Piccola" (Malá Strana) senza grossi ostacoli. Intorno al 1650, il generale Raimondo Montecuccoli scrisse un "promemoria" all'imperatore Ferdinando III, in cui suggeriva di trasformare Praga, incluso il Vyšehrad, in una moderna città fortificata. La proposta fu accettata dall'imperatore e venne così delineato un progetto dettagliato affidato ad esperti italiani, specialmente all'ingegnere e colonnello Innocento Conti e altri come J. Prianni e G. Pieroni. 
Tuttavia, l'effettiva praticità e il valore militare dell'opera, così come era stata concepita, furono messi in discussione già a quell'epoca, dal momento che i bastioni sarebbero stati semplicemente delle "barriere" ma senza alcuno strumento di guerra avanzato. Praga, inoltre, restava vulnerabile ai colpi di artiglieria e ai bombardamenti, specie se questi provenivano da alture nelle vicinanze talvolta anche più sopraelevate rispetto alle mura stesse. Ciononostante, le mura mariane riuscirono lo stesso a proteggere la città (benché parzialmente, come nell'assedio del 1744).

### Costruzione
La costruzione delle mura cominciò nel 1653 e richiese quasi ottant'anni di lavori, venendo terminata nel 1730 con il contributo di importanti costruttori come Carlo Lurago, Anselmo Lurago, Kryštof Dientzenhofer, Vít Kaňka, Domenico Orsi, Kilián Ignác Dientzenhofer e Santino de Bossi.
Intorno al 1668 già sorgevano i bastioni VIII e IX, così come la Porta di Strahov, seguite da altre sezioni di fortificazioni negli anni 1670. Nel 1721 venne ultimata la Porta di Sabbia e le mura nei dintorni furono completate nel 1727. Nel 1735, tra i bastioni X e XI, venne costruita una cappella dedicata alla Vergine Maria per opera di Kilián Ignác Dientzenhofer, a cui si deve il nome di mura di Maria o mura mariane.

## Storia recente
Dopo l'abolizione delle fortificazioni praghesi, avvenuta dopo la sconfitta nella guerra austro-prussiana del 1866, le mura barocche superstiti persero ogni utilità militare. A cominciare dal 1901 la città di Praga cominciò a comprare appezzamenti di terreno intorno alle mura per convertirli in aree residenziali, a cominciare dai baluardi di San Giorgio, Santa Ludmilla e San Tommaso (i numeri XVI, XVII e XVIII). Il piano originale prevedeva anche la demolizione della Porta di Sabbia, ma incontrò la vivace opposizione di coloro che volevano proteggere le "antichità di Praga" e conservarne l'aspetto per le future generazioni. Questi cittadini, tramite petizioni rivolte direttamente al consiglio cittadino e ad una commissione per la tutela dei beni culturali con sede a Vienna, riuscirono ad evitare la distruzione della porta nel 1903.
Nel frattempo, i fossati furono riempiti e il terreno ai piedi dei baluardi fu rialzato. Si optò, comunque, per una parziale distruzione della Porta di Sabbia, mantenendone l'ingresso e le ali laterali dove risiedevano le guardie. La porta fu poi circondata da un parco e alcuni edifici nei dintorni furono demoliti e successivamente ricostruiti. Una porzione del viottolo originale del 1831, che passava sotto l'arco lungo la cosiddetta via Chotkova, è ancora oggi visibile.
Le mura ad ovest della Porta di Sabbia furono completamente abbattute nel 1898 e con esse scomparve anche il baluardo n°XV, per lasciare spazio all'Accademia Militare Reale, costruita nel 1899-1901 ed oggi sede del Ministero della Difesa.

## Elenco delle fortificazioni
Le fortificazioni sopravvissute fino ad oggi sono considerate un monumento, registrato col numero 44513/1-482, nonché un bene protetto della città di Praga. Segue un elenco delle principali fortificazioni osservabili tuttora, con relative coordinate geografiche.

Distretto di Praga 1:
- Bastione IV di San Carlo
- Bastione V di San Lorenzo
- Bastione VI di Sant'Adalberto di Praga
- Bastione VII di San Norberto
- Bastione VII del Santo Ospedale
- Bastione XVIII di San Tommaso
- Bastione XIX di Santa Maria Maddalena

Distretto di Praga 6:
- Bastione X di San Francesco Borgia, nei pressi del parco Max van der Stoela
- Bastione XI detto "Baluardo di Pietra", ne rimangono soltanto dei frammenti
- Bastione XII della Vergine Maria, parziale
- Bastione XIII di San Benedetto
- Bastione XIV di San Venceslao. Davanti a questo baluardo si trova una statua di Venceslao e un parco dedicato a Maria Teresa.
- Bastione XVI di San Giorgio, davanti al quale si trova la Porta di Sabbia.
- Bastione XVII di Santa Ludmilla